# Gaam
Pour les articles homonymes, voir Gaam (homonymie).
Gaam (en népalais : गाम) est un comité de développement villageois du Népal situé dans le district de Rolpa. Au recensement de 2011, il comptait 4 006 habitants.